# Jugendstrafvollzug
Jugendstrafvollzug ist der Überbegriff für den Vollzug von Freiheitsstrafen im weiteren Sinn (in Deutschland zumeist Jugendstrafen nach Jugendstrafrecht) an Jugendlichen und Heranwachsenden. Der Strafvollzug findet in Deutschland meist in eigenen Jugendstrafanstalten statt, in anderen Ländern gibt es häufig nur eigene Abteilungen in allgemeinen Strafvollzugsanstalten. In Deutschland wird zwischen geschlossenem, offenem und Jugendstrafvollzug in freien Formen unterschieden.

## Geschichte
Bereits das Reichsstrafgesetzbuch von 1871 regelte im Schlusssatz des § 57 die  Trennung von Jugendlichen und Erwachsenen in Gefängnissen, die jedoch in der Praxis nicht zur Anwendung gelangte.
Die Anfänge der ersten eigenständigen Jugendstrafanstalt in Preußen im späten Kaiserreich liegen in Wittlich. Das Jugendgefängnis Wittlich wurde 1912 in Dienst gestellt und nach anglo-amerikanischen Vorstellungen des damals als progressiv geltenden Stufenstrafvollzugs (mit allmählichen Vollzugslockerungen) organisiert. Untergebracht wurden in der Anstalt ausschließlich männliche Straftäter im Alter von 18 bis 21 Jahren, die eine mindestens einjährige Freiheitsstrafe zu verbüßen hatten; wobei allerdings berücksichtigt werden muss, dass damals ab 18 Jahren das Erwachsenenstrafrecht galt, es sei denn der Verurteile hatte die Tat vorher begangen. Verurteilte im Alter von 12 (damals Strafmündigkeit) bis 18 wurden erstaunlicherweise im benachbarten Männergefängnis eingesperrt. Trotz dieses Umstandes galt das Jugendgefängnis Wittlich bis in die Zeit der Weimarer Republik als Modellbeispiel des erzieherisch organisierten Jugendstrafvollzugs in Preußen. Das 1923 eingeführte Jugendgerichtsgesetz übernahm die Pflicht zur Trennung von jugendlichen und erwachsenen Gefangenen.

## Gesetzliche Regelung
Das BVerfG legte in einem Urteil im Jahr 2006 festgelegt, dass der Jugendstrafvollzug einer eigenen gesetzlichen Grundlage bedarf. Nach der im gleichen Jahr in Kraft getretenen Föderalismusreform lag die Gesetzgebungskompetenz dafür bei den Bundesländern, die alle eigene Jugendstrafvollzugsgesetze erließen.

## Diskussion
Besonders der Jugendstrafvollzug an 14–15-Jährigen ist aufgrund seiner enormen Auswirkungen auf die Häftlinge stark umstritten.
Der freie Jugendstrafvollzug – beispielsweise das Seehaus Leonberg als familienähnliche Einrichtung – soll jugendlichen Straftätern Alternativen bieten.